# ردلت
ردلت (به انگلیسی: Radlett) یک روستا در بریتانیا است که در هرتفوردشر واقع شده‌است. ردلت ۸٬۱۶۳ نفر جمعیت دارد.

## خواهرخوانده
شهرهای Louveciennes و لاوترتال خواهرخوانده‌های ردلت هستند.